# Antônio Tibúrcio Ferreira de Sousa
Antônio Tibúrcio Ferreira de Sousa (Viçosa do Ceará, 11 de agosto de 1837 — Fortaleza, 28 de março de 1885) foi um militar brasileiro, tendo se tornado notório por atuar com bravura na Guerra do Paraguai.

## Biografia

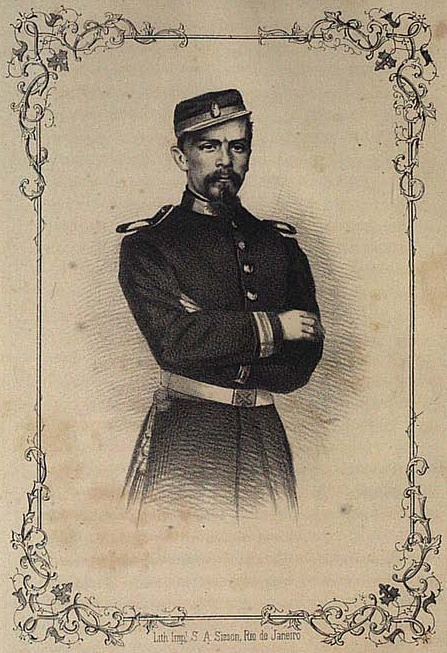
Antônio Tibúrcio Ferreira de Sousa (S. A. Sisson).

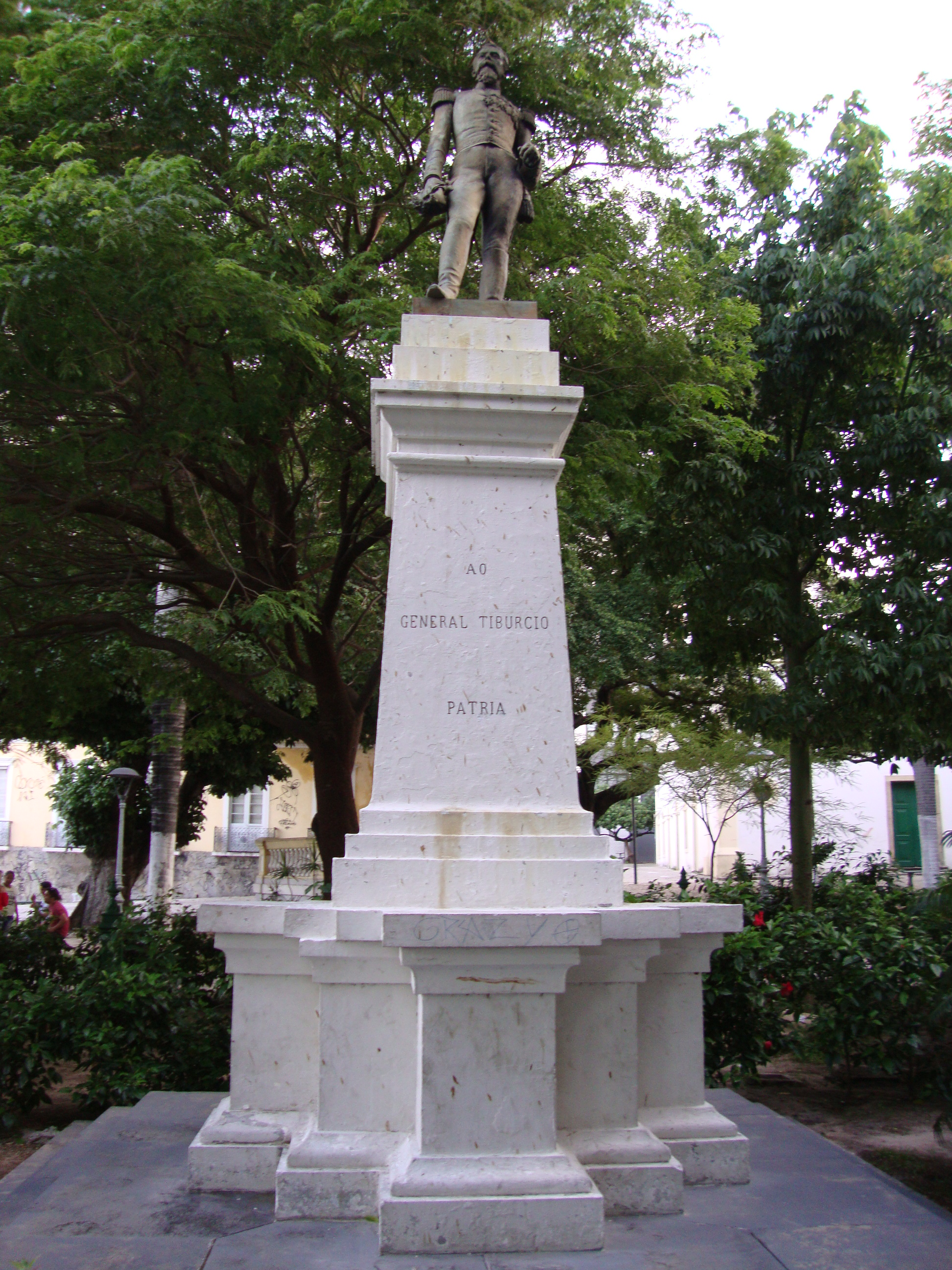
Estátua na Praça dos Leões, em Fortaleza.

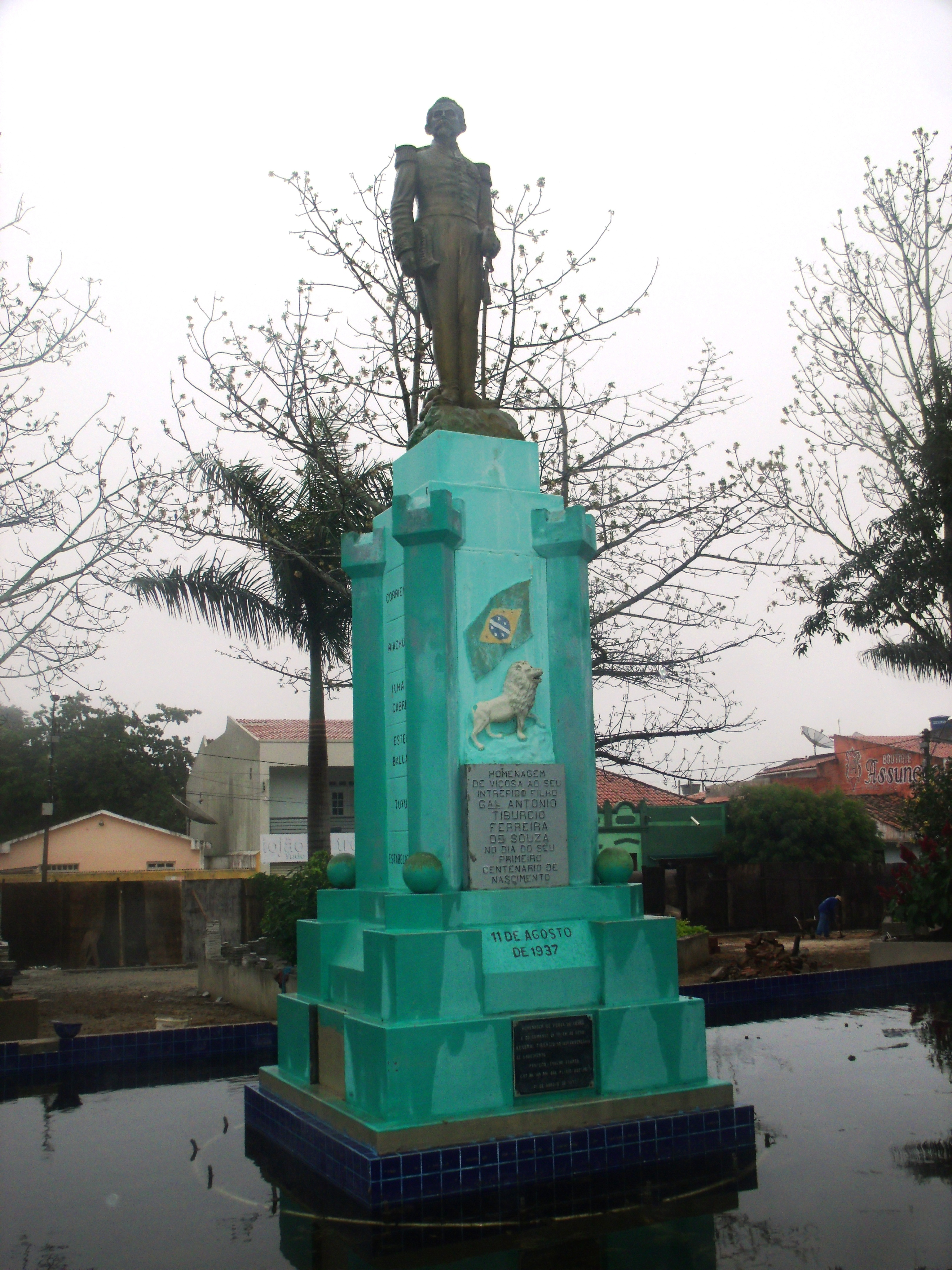
Monumento ao General Tibúrcio em Viçosa do Ceará.

Filho de Francisco Ferreira de Sousa e Margarida Ferreira de Sousa. Em 26 de junho de 1851, aos 14 anos, sentou praça, como voluntário, no Meio Batalhão de Infantaria, com sede na Fortaleza de Nossa Senhora da Assunção, na província do Ceará.
Exerceu altos cargos e funções militares, começando como Praça em Fortaleza, passando em 1852, para o Depósito da Corte no Rio de Janeiro, onde foi incorporado ao 1º Batalhão de Artilharia a Pé.
Em 16 de fevereiro de 1853 foi promovido a Furriel e a 21 do mesmo mês a 2º Sargento. Em 1856, obteve dispensa para estudar o curso de artilharia na Escola Militar. Em 1857, em 10 de dezembro é promovido a 2º Tenente e transferido para o 3º Batalhão de Artilharia a Pé. Demonstrando inclinação para as ciências exatas, foi posteriormente nomeado professor da referida Escola, onde lecionou as disciplinas Física e Química. Seria posteriormente dispensado do cargo de professor para seguir para o Paraguai, saindo-se vitorioso nas batalhas empreendidas, recebendo várias condecorações.
Com a eclosão da Guerra da Tríplice Aliança, partiu para frente como 1º Tenente de Artilharia. Combateu, também, durante alguns meses, na Engenharia e depois se transferiu para a Infantaria. No Comando do 16º Batalhão de Infantaria, como Major, e, mais tarde, do Batalhão de Voluntários da Pátria Cearense, consolidou a fama de um dos mais valorosos e bravos líderes em combate, tendo conquistado a promoção a tenente-coronel por bravura diante do inimigo. No pós-guerra exerceu várias comissões de destaque, como o de Inspetor das Fortificações do Amazonas e do Comando da Escola de Infantaria. Em 1869, com 32 anos passou a comandar o 26º Batalhão de Voluntários Cearenses.
Participou de várias batalhas, entre elas: Invasão de Corrientes, Batalha Naval do Riachuelo, Ilha de Cabrita, Tuyuti, Peripebuy, Rojas, Estero Bellaco, Caraguatay, Batalha de Campo Grande, etc. Foi condecorado com a Medalha da Campanha Oriental, a Ordem da Rosa, no grau Cavaleiro e condecorado com a Ordem do Cruzeiro. No Pós-Guerra exerceu várias comissões de destaque, como o de Inspetor das Fortificações do Amazonas e o Comando da Escola de Infantaria e Cavalaria, em Porto Alegre.
Foi promovido a brigadeiro (atual general de brigada) com 43 anos. Intransigente defensor do abolicionismo tentou sem sucesso, eleger-se senador pelo Ceará. Era contrário a todo tipo de servidão humana.
A 28 de março de 1885, Tibúrcio faleceu em Fortaleza, na capital da Província que lhe serviu de berço. Um imenso concurso de povo acompanhou o féretro até o cemitério, como sinal de profunda mágoa que causava a perda do ilustre cearense que era uma afirmação gloriosa do patriotismo nacional.

## Condecorações
- Medalha de Prata de Corrientes - Foi-lhe conferida essa medalha, comemorativa do combate da cidade de Corrientes, de 25 de maio de 1865, pelo Congresso Argentino.
- Medalha de Prata de Riachuelo - Foi condecorado com a medalha de prata comemorativa da batalha naval de Riachuelo, por ter tomado parte nesse feito, destacado no vapor "Beberibe", passando-se depois para o "Belmonte".
- Cavalheiro da Imperial Ordem do Cruzeiro - A 3 de janeiro de 1866, foi-lhe conferido o Grau de Cavalheiro da Ordem Imperial do Cruzeiro, por se haver distinguido no ataque de Corrientes, a 25 de maio do ano anterior.
- Cavaleiro da Ordem da Rosa - Por decreto de 27 de junho de 1866, foi-lhe conferido o Grau de Cavaleiro da Ordem da Rosa, pelos serviços prestados na defesa da Ilha Cabrita, a 10 de abril.
- Oficial da Ordem da Rosa - Por decreto de 17 de agosto de 1866, foi lhe conferido o Grau de Oficial da Ordem da Rosa, pelos serviços prestados em campanha, de 16 e 17 e 2 e 24 de maio.
- Comendador da Ordem da Rosa - Por decreto de 13 de abril de 1867, foi-lhe conferido o Grau de Comendador da Ordem da Rosa pelos serviços prestados nos combates de 16 a 18 de julho de 1866.
- Oficial da Imperial Ordem do Cruzeiro - Por decreto de 11 de abril de 1868, foi-lhe conferido o Grau de Oficial da Ordem do Cruzeiro pelos serviços prestados no combate de Estabelecimento.
- Medalha de Mérito Militar - Foi-lhe conferido o uso da medalha de Mérito Militar, pelos combates de 12 a 18 de agosto de 1869.
- Dignitário da Ordem da Rosa - Por decreto de 6 de setembro de 1870, foi-lhe conferido o Grau de dignitário da Ordem da Rosa, pelos serviços prestados nos combates de 2, 4, 8 de maio de 1869, das Cordilheiras.
- Medalha de Prata da Campanha do Uruguai - A 15 de dezembro de 1869, foi público ter-lhe sido conferida a medalha de prata da Campanha do Uruguai, em atenção aos relevantes serviços prestados na mesma campanha.
- Medalha Geral da Campanha do Paraguai - A 24 de outubro de 1871, foi público ter-lhe sido conferida a medalha Geral da Campanha do Paraguai com o passador de ouro e o número quatro indicativo dos anos em que serviu no exército em operações.
- Espada de honra - Por portaria do Ministro da Guerra de 1 de julho de 1879, foi-lhe permitido o uso desta espada que lhe foi oferecida pela Escola de Tiro de Campo Grande.

## Homenagens

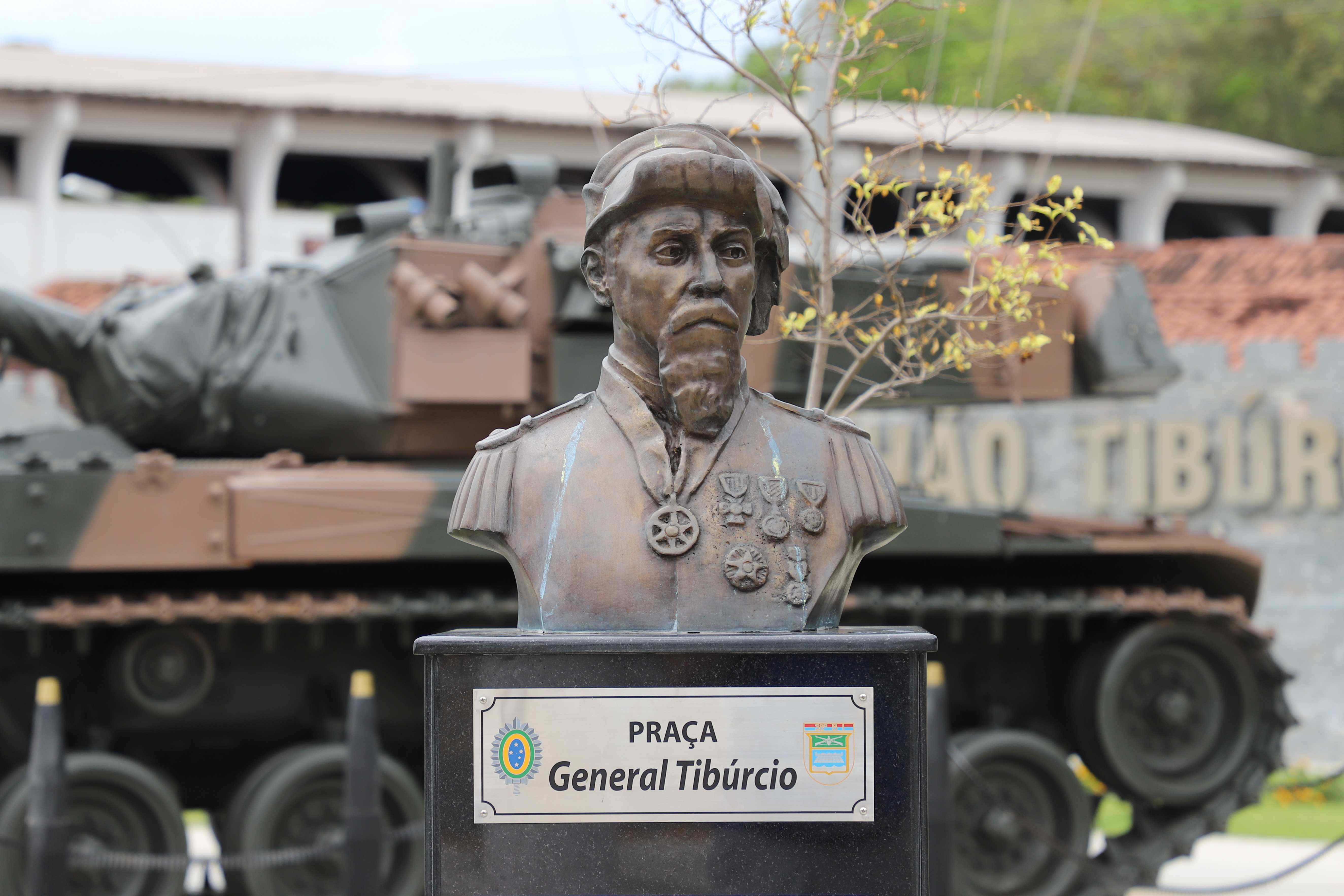
Busto do General Tibúrcio em frente ao 38º Batalhão de Infantaria (38º BI), Vila Velha, Espírito Santo.

- O 38º Batalhão de Infantaria (38º BI) situado em Vila Velha (ES), recebeu em 11 de maio de 1964, a denominação histórica de "Batalhão Tibúrcio", por este ter sido o Comandante do 16º Batalhão de Infantaria durante a Guerra do Paraguai. O 16º Batalhão de Infantaria é uma das unidades formadoras do atual 38º BI. Tibúrcio, desde 1964 é o patrono da unidade.[26]
- No dia 11 de agosto de 1937 foi inaugurada uma praça com sua estátua, fazendo parte das comemorações do seu centenário de nascimento, em sua cidade natal (Viçosa do Ceará).
- Existe um distrito que leva o nome de General Tibúrcio, e localiza-se à 10 km do Centro de Viçosa do Ceará.[27]
- Existem praças com seu nome: uma no centro de Fortaleza e outra no bairro da Praia Vermelha no  Rio de Janeiro.e em São Paulo, no bairro de Itaim Paulista, há importante avenida com seu nome.
- em 28 de junho de 2023, o presidente Luiz Inácio Lula da Silva sancionou a Lei nº 14.610, de autoria do deputado Júnior Mano que inscreve no Livro dos Heróis e Heroínas da Pátria.[28]